# Golf van Papoea
De Golf van Papoea is een baai in het zuidoosten van de Grote Oceaan. De baai ligt aan de rand van de Koraalzee in het zuidoosten van het eiland Nieuw-Guinea van Papoea-Nieuw-Guinea. Naar het zuidwesten ligt de Straat Torres die het verbindt met de Golf van Carpentaria en Nieuw-Guinea scheidt van het Schmidt-schiereiland van Queensland.
Ten zuiden van de baai begint het Groot Barrièrerif.
Door de baai stroomt de Golf van Papoeastroom, onderdeel van de Hirigyre.
De baai ligt in het mariene ecoregio Golf van Papoea en de mariene ecoregio Zuidoostelijk Papoea-Nieuw-Guinea.